# Boruto: Naruto the Movie
Boruto: Naruto the Movie es la undécima película de la serie Naruto, una película anime  consecutiva al final del manga Naruto de Masashi Kishimoto, producida por el Estudio Pierrot. Formará parte del Proyecto del Inicio de una Nueva Era (新時代開幕プロジェクト Shinjidai Kaimaku Purojekuto?) para conmemorar el 15º aniversario de la franquicia. Después del final de The Last: Naruto the Movie, fue anunciada por primera vez en los créditos de la anterior película ya mencionada, y tratará sobre la nueva generación ninja, en particular el hijo de Naruto Uzumaki, Boruto, y la hija de Sasuke Uchiha, Sarada, quienes fueron presentados en el capítulo final del manga. El día 13 de abril de 2015, se revelaron las primeras imágenes en el Mainichi Shimbun. La película constituye la undécima producción cinematográfica de Naruto, así como la segunda en estar establecida dentro del canon del manga.
La película se estrenó en cines japoneses el 7 de agosto de 2015. Se lanzó una versión subtitulada en los Estados Unidos el 10 de octubre del mismo año, durante su estreno fue un éxito financiero logrando recaudar más de $38 millones de dólares, y obtuvo una buena aceptación por parte de la crítica especializada. Convirtiéndose en la película más taquillera de la serie.

## Argumento
Varios años más tarde de la Cuarta Guerra Mundial Shinobi y la última pelea entre Naruto Uzumaki y Sasuke Uchiha, Naruto logra cumplir su sueño de convertirse en el Séptimo Hokage de Konohagakure, que ha crecido hasta convertirse en una gran ciudad de avance tecnológico, y las Cinco Grandes Naciones Shinobi se encuentran en paz. Boruto Uzumaki es el hijo de Naruto Uzumaki y Hinata Hyuga. Detrás de todo esto, Boruto siente que vive a la sombra de su padre, que es considerado el gran héroe de la aldea y el mundo shinobi y por ello tiene un fuerte deseo de superarlo. Al mismo tiempo, Sarada Uchiha, la hija de Sasuke Uchiha y Sakura Haruno, está ansiosa por ver a su padre. Boruto eventualmente se encuentra con el viejo mejor amigo y rival de su padre y le pide que sea su maestro. La historia se sitúa en medio de los exámenes chunin para entrenar a ninjas de la alianza shinobi, entre ellos se encuentra el equipo Konohamaru, que lo conforman: Sarada, quien adora y admira mucho a Naruto por lo cual ella también aspira a convertirse en Hokage, y Mitsuki, un talentoso y misterioso shinobi del cual se desconoce todo sobre su vida. Boruto tiene un gran potencial por lo cual es considerado un genio entre toda la aldea aparte de ser el hijo del legendario Héroe de Konoha y del mundo Shinobi, pero Boruto no está a gusto con que su padre sea Hokage ya que tiene un enorme resentimiento de que no pueda pasar tiempo con su familia por su trabajo, y al igual que su padre, hace bromas para llamar su atención. Mientras tanto, Sasuke, que ha estado en una misión en otra dimensión, aparece ante Naruto para advertir de un enemigo peligroso y extraño que ha detectado. Naruto y Sasuke hablan de la época de su infancia. Mientras lo hacen, Boruto oye de Sarada que Sasuke es el "único rival" de Naruto. Queriendo descubrir el punto débil de su padre y superarlo, Boruto le ruega a Sasuke para entrenarlo y llevarlo como aprendiz. Sasuke, quien se da cuenta de la situación de su amigo, promete ser el maestro de Boruto con una condición. Boruto decide aplicar para las pruebas de selección Chunin junto a Sarada y Mitsuki para mostrar sus capacidades reales a Naruto.
Boruto y los otros perseveran hasta el primer examen, un partido de la inteligencia, y el segundo examen, un partido del trabajo en equipo. El tercer examen es de lucha uno-a-uno en un coliseo, vigilado por los Cinco Kage. Al final, Boruto está luchando contra Shikadai Nara, el hijo de Shikamaru Nara y Temari.
En ese momento, una gran explosión aparece dando giros y deformando el espacio, revelando un dúo siniestro cubierto con un aura maléfica, Momoshiki y Kinshiki, ambos aparecen durante los exámenes e intentan asesinar a Naruto con el Rinnegan. Boruto queda petrificado e incapaz de hacer nada, mientras que Sasuke lo protege. Naruto se abre paso delante para protegerlos, sonríe débilmente y desaparece delante de Boruto quien fue golpeado por el jutsu de Momoshiki. Un enemigo inconcebible queda por delante de Sasuke, los Cinco Kages y Boruto, con una determinación de oro, dan un salto a la otra dimensión.

## Reparto
| Personaje           | Seiyū              |
| ------------------- | ------------------ |
| Boruto Uzumaki      | Yūko Sanpei        |
| Sarada Uchiha       | Kokoro Kikuchi     |
| Naruto Uzumaki      | Junko Takeuchi     |
| Sasuke Uchiha       | Noriaki Sugiyama   |
| Sakura Haruno       | Chie Nakamura      |
| Hinata Hyuga        | Nana Mizuki        |
| Shikadai Nara       | Kensho Ono         |
| Chōchō Akimichi     | Sin confirmar      |
| Inojin Yamanaka     | Atsushi Abe        |
| Mitsuki             | Ryuichi Kijima     |
| Himawari Uzumaki    | Saori Hayami       |
| Metal Lee           | Sin confirmar      |
| Shikamaru Nara      | Showtaro Morikubo  |
| Gaara               | Akira Ishida       |
| Tenten              | Yukari Tamura      |
| Shino Aburame       | Shinji Kawada      |
| Konohamaru Sarutobi | Hidenori Takahashi |
| Chōjūrō             | Kōki Miyata        |
| Kurotsuchi          | Hana Takeda        |
| Darui               | Ryota Takeuchi     |
| Momoshiki           | Daisuke Namikawa   |
| Kinshiki            | Hiroki Yasumoto    |
| Temari              | Romi Paku          |

## Ova

### El día en que Naruto se convirtió en Hokage
Durante el día de la ceremonia de Naruto para convertirse en el Séptimo Hokage, este se encontraba dormido, por lo que Hinata le pide a Boruto y Himawari que despertaran a su padre. Himawari trató de despertarlo de manera tranquila, sin conseguir efecto alguno, Boruto salta sobre él. Durante el desayuno, Naruto se preguntaba si su capa de Hokage se vería tan inacabada como la de Kakashi, puesto que la costurera aún no había terminado de arreglarla, con esto Hinata se fue a buscar la capa, mientras que Naruto debía ir a la Oficina del Hokage con Boruto y Himawari.
Sin embargo, Hinata llegó a la oficina, muy temprano y descubre que su esposo aún no había llegado y decide regresar rápidamente a su casa a buscarlo. Mientras tanto en la residencia Uzumaki, Naruto quien estaba preparado para irse, le pide a sus hijos se apresuren o sino llegaran tarde a la ceremonia, pero resulta que estos peleaban por llevar y dejar el oso de peluche de Himawari, hasta que el mismo producto del forcejeo entre ambos se rompe en dos. Boruto inmediatamente se llena de culpa y trata de disculparse con su hermana menor por lo ocurrido, sin embargo una enfurecida Himawari se voltea con el Byakugan recién-despertando y procede a atacar salvajemente a su hermano mayor en represalias, quien producto de los golpes cae al suelo asustado. Viendo esto, Naruto le pregunta a Boruto que ocurre y en eso se percata de que su hija ha despertado el Byakugan corre hacia ellos pidiendo que dejaran de pelear ya que se tenían que ir, pero al tratar de pararlos este recibe un fuerte golpe del dedo de Himawari, que incluso Kurama también se ve afectado y termina noqueado en el suelo. 
Mientras tanto en la ceremonia, Sarada se encontraba junto a su madre esperando el inicio de la ceremonia, cuando su amiga Chōchō se dirige a hablar con ella y contarle que esperaba que el evento terminara rápido. Sarada simplemente sale con una sonrisa y se dice a sí misma que quiere convertirse en Hokage algún día. Mientras tanto, Kakashi y Shikamaru deciden no esperar más tiempo por Naruto, ya que el evento está por comenzar, deciden pedirle a Konohamaru que usara un Jutsu de Trasformación y se hiciera pasar por Naruto para iniciar con la ceremonia de nombramiento del Séptimo Hokage. Sakura comenta su orgullo hacia Naruto por finalmente haber conseguido su sueño, mientras que Iruka, quien parece percatarse del engaño, aunque no le toma mucha importancia al asunto, declara que Naruto a partir de ahora pasaría por tiempos difíciles y que debe estar preparado, mientras tanto Konohamaru, quien estaba transformado en Naruto se pone algo nervioso durante la ceremonia mientras saluda a la gente de la aldea, pero también comenta en su mente que espera que Naruto lo pueda perdonar por usurpar su lugar usando el Jutsu de Transformación. 
Mientras tanto en la Residencia de los Uzumaki, una preocupada Hinata encuentra a su esposo noqueado en el suelo y trata de hacerlo reaccionar, pero pronto descubre que habían golpeado sus Puntos de Chakra y que el efecto del golpe duraría todo el día y luego se pregunta quien pudo ser el responsable de haberle hecho eso. Mientras que en la parte superior de la casa, un horrorizado Boruto se esconde en el armario de su habitación, suplicando que su hermana menor no lo encuentre, sin embargo para mala suerte de Boruto, su hermana menor entra a la habitación de este con una expresión algo macabra y le pregunta a su hermano mayor si estaba jugando a las escondidas. Cuando parece que Himawari había descubierto su escondite por su Byakugan activado, Boruto queda atrapado y deja escapar un grito de pánico.